# Нова-Аурора (Парана)
Нова-Аурора (порт. Nova Aurora) — муниципалитет в Бразилии, входит в штат Парана. Составная часть мезорегиона Запад штата Парана. Входит в экономико-статистический микрорегион Каскавел. Население составляет 12 271 человек на 2006 год. Занимает площадь 474,011 км². Плотность населения — 25,9 чел./км².
Праздник города — 25 сентября.

## История
Город основан 25 сентября 1967 года.

## Статистика
- Валовой внутренний продукт на 2003 год составляет 180 478 188,00 реалов (данные: Бразильский институт географии и статистики).
- Валовой внутренний продукт на душу населения на 2003 год составляет 13 990,56 реалов (данные: Бразильский институт географии и статистики).
- Индекс развития человеческого потенциала на 2000 год составляет 0,771 (данные: Программа развития ООН).